# Martin van Buren Bates
Martin Bates (Whitesburg, Kentucky, 9 de noviembre de 1837 - Seville, Ohio, 7 de enero de 1919), más conocido como Capitán Martin van Buren Bates, fue un hombre estadounidense que padecía gigantismo, con una altura en torno a los 2,20 m. Se casó con la canadiense Anna Haining Bates, de 2,27 m de estatura, formando el matrimonio más alto de la historia.

## Primeros años
Martin Bates nació en Whitesburg, condado de Letcher, Kentucky, hijo de John Wallis Bates (1779-1843) y su segunda esposa, Sarah Waldrup Bates (1793-1865). Fue el menor de nueve hermanos y tanto estos como sus padres eran de altura normal, aunque a los 10 años él ya medía 1,80 m y pesaba 80 kg. Su madre, preocupada por su exagerado crecimiento, pensó que sería delicado de salud, prohibiéndole ayudar en las tareas de la granja hasta que se convenció de que era más fuerte que sus hermanos. Al igual que su futura esposa, Martin estudió para ser maestro. Llegó a ejercer como tal en el Emma Henry College de Virginia. Años más tarde, un alumno diría de su gigantesco maestro: "Nunca me interesó mucho obeceder a los profesores, pero a "Big Boy" nunca le replicamos. Y no era porque le tuviéramos miedo, sino porque al ser tan alto su voz resonaba como un toro mugiendo".

## Guerra de Secesión
Al estallar la Guerra de Secesión, dejó su trabajo como docente y se alistó en el Quinto Regimiento de Infantería de Kentucky del ejército sudista. Durante la contienda, Bates olvidó su carácter pacífico y se convirtió en un feroz luchador. Combatió contra los guerrilleros en Kentucky y Virginia, participando en numerosas batallas y siendo nombrado capitán del Séptimo Regimiento de Caballería Confederado por el coraje demostrado. Utilizaba dos inmensos revólveres calibre 71 que había encargado en Richmond (Virginia), su sable era 40 cm más largo que uno normal y montaba un enorme percherón que había confiscado en la granja de un alemán de Pensilvania. Herido de gravedad en la batalla de Cumberland Gap, regresó a Whitesburg para recuperarse, descubriendo que sus familiares habían huido después de que unionistas locales torturaran a uno de sus hermanos con bayonetas hasta que murió en atroz agonía. Furioso, reunió un grupo de viejos amigos y salió a dar caza a los asesinos. Uno por uno fueron capturados donde se habían escondido, unos en sus casas y otros en las cuevas de las colinas. Un grupo fue emboscado en Rock House Creek. Sus esposas, padres, hijos y abuelos fueron reunidos en la hondonada de Big Hollow, donde pasaron la noche y al amanecer se montó un cadalso entre dos robles con 8 sogas. Las mujeres lloraban y pedían clemencia. Bates apareció montado en su enorme caballo y dio la señal para que fueran ahorcados ante sus familiares. Quería que sufrieran como él sufría. El gigante avisó que nadie descolgara los cadáveres, ya que permanecerían como advertencia de que nadie podía matar a un Bates. También advirtió que si alguien desobedecía, él y su familia morirían en el acto y su casa  sería incendiada.
Cayó prisionero en Pound Gap y fue transportado al campo de prisioneros de Camp Chase (Ohio), donde permaneció hasta el final de la guerra. Cuando fue liberado en 1865, medía 2,20 m y pesaba 205 kg.
Volvió a casa solo para comprobar que, como en todo conflicto armado, la paz no había disuelto el odio provocado. Los ocho esqueletos todavía colgaban en las sogas. Sabía que los hijos de los ahorcados no dudarían en asesinarlo en cuanto tuvieran oportunidad. Confesó a su sobrino Sam Wright que ya había contemplado suficiente derramamiento de sangre y no quería más. Permitió que los familiares enterraran los restos, vendió sus propiedades y, sin decir a nadie dónde iba, se marchó con su sobrino.
En Cincinnati se unió al circo Wiggins y Benoitt. Se convirtió en la estrella del espectáculo, realizando una gira por el este de Estados Unidos y Canadá. Luego trabajó en el John Robinson Circus, donde ganaba 400 dólares mensuales y su sobrino, 50.

## Matrimonio y retiro a Seville
En 1871, decidió unirse a la gira europea que preparaba el empresario H. P. Ingalls. Otro de los fenómenos que aceptó el trabajo fue Anna Haining Swan (1846-1888), una joven de Nueva Escocia de 2,27 m de altura, unos pocos centímetros más que él, que se había exhibido en el famoso American Museum de P. T. Barnum como "La mujer moderna más alta del mundo". Fue amor a primera vista. Cuando semanas más tarde atracaron en Liverpool ya habían anunciado su compromiso.
En Londres los prometidos fueron recibidos por la reina Victoria, que les regaló el vestido de novia de Anna y un reloj de oro a cada uno, todo a medida. El 17 de junio de 1871 una multitud rodeó la iglesia de Trafalgar Square para contemplar a los novios y sus invitados, muchos fenómenos de feria como ellos. Presidió la ceremonia el reverendo Rupert Cochrane, amigo de la familia Swan, que con su 1,91 de altura parecía pequeño ante los enormes novios. El banquete corrió a cargo de la prestigiosa firma Spears y Pons.
El 22 de junio siguiente, por orden de la reina asistieron a una recepción del Príncipe de Gales en el Masonic Hall. Como huéspedes del príncipe, dieron dos recepciones más, una en el castillo de Windsor y otra en el palacio de Buckingham. Marcharon a St. James Hall y al Gran Concert Hall del Crystal Palace, antes de ir a visitar a unos familiares de Anna en Escocia, exhibiéndose de paso en Glasgow en el Argyle Rooms. De nuevo en Londres, se retiraron a su casa en Craven Street, amueblada a medida.
El 19 de mayo de 1872 Anna dio a luz una niña tan grande como ella misma en su nacimiento: 8,02 kg y 67,5 cm. Fue atendida por los prestigiosos ginecólogos doctores Cross y Buckland, que no pudieron evitar la muerte de la neonata. El capitán Bates entregó el cuerpo a la ciencia para que estudiara la causa del gigantismo y parece que se guardó en el museo del London Hospital hasta que se perdió en los bombardeos de la Segunda Guerra Mundial. El difícil parto y la muerte de la bebé dejaron a Anna débil y deprimida. Martin, igual de triste, la llevó de vacaciones a Irlanda.
Decidieron regresar a Estados Unidos y en New Annan Martin conoció a sus suegros antes de instalarse en Seville (Ohio), donde compraron una granja. Nada más llegar asistieron a la iglesia baptista pero encontraron los bancos incómodos, por lo que Martin encargó al carpintero local uno acorde con sus tamaños. La casa también fue diseñada a medida, excepto un ala para los sirvientes e invitados, y desde Inglaterra llegaron los enormes muebles. También les construyeron un gran carruaje. Una vez instalados, los Bates ofrecieron una fiesta para conocer a sus nuevos vecinos. Las señoras estuvieron toda la velada de pie, pues les resultaba indigno escalar las enormes sillas o permitir que el caballeroso y apuesto señor Bates las subiera como si de niñas se tratara.
Vivían tranquilos e integrados en la comunidad. Martin criaba vacas y caballos en la finca y Anna visitaba a las vecinas y daba clases a los niños en la escuela dominical. Eran especialmente cariñosos con los niños, que gustaban de trepar por las rodillas de Martin para alcanzar los caramelos que siempre guardaba en los bolsillos. Familiares de Anna y estrellas de Barnum amigos suyos también les visitaban de vez en cuando.
En 1878 salieron de gira con el circo W. W. Cole por los pueblos mineros del Oeste estadounidense. Anna volvió a quedar embarazada. Por precaución, abandonaron la gira y regresaron a Seville. El 15 de enero de 1879 se puso de parto, de nuevo dificultado por el gran tamaño del bebé. Los médicos no lograron la expulsión hasta el día 19 y el recién nacido más grande de la historia, con 10 kg de peso y 71 cm, tanto como un bebé normal de seis meses, solo vivió once horas.
Anna no consiguió recuperarse y no volvieron a viajar. En 1882 asistieron en Cleveland (Ohio) al circo Barnum & Bailey, pues conocían a muchas de sus estrellas. Todos encontraron a Anna muy desmejorada. Se recluyó en casa, sin fuerzas, y el solícito cuidado de Martin parecía no surtir efecto. Murió mientras dormía el 5 de agosto de 1888. Martin encargó un ataúd a medida, pero la empresa, creyendo que se trataba de un error, envió un féretro de tamaño estándar. Martin, indignado, volvió a telegrafiar confirmando que eran los datos correctos. El funeral tuvo que retrasarse tres días hasta que llegó el ataúd pedido. El viudo también encargó una estatua a tamaño natural para la tumba de su esposa.

## Segundo matrimonio y últimos años
En 1893 Martin volvió a casarse, esta vez con la hija del reverendo local, treinta años menor que él y de estatura normal. Abandonó la granja para irse a vivir con ella al centro de la ciudad. Para que no volviera a ocurrir, compró su ataúd a medida y lo tenía guardado en el cobertizo para cuando hiciera falta. Su carácter se agrió con la edad y mascaba tabaco, escupiendo a quien le caía mal. Murió de nefritis el 7 de enero de 1919, a los 81 años. Fue enterrado junto a su primera esposa y su hijo.